# Fontanellato
Fontanellato é uma comuna italiana da região da Emília-Romanha, província de Parma, com cerca de 6.322 habitantes. Estende-se por uma área de 53 km², tendo uma densidade populacional de 119 hab/km². Faz fronteira com Fidenza, Fontevivo, Noceto, Parma, San Secondo Parmense, Soragna, Trecasali.
Faz parte da rede das aldeias mais bonitas de Itália e à rede das Cidades Cittaslow.
Este território jà foi habitado na Idade do Bronze.

## Demografia
| Variação demográfica do município entre 1861 e 2011                               |
|                                                                                   |
| Fonte: Istituto Nazionale di Statistica (ISTAT) - Elaboração gráfica da Wikipedia |

## Monumentos e lugares de interesse
- Castelo Rocca Sanvitale;
- Igreja Santa Croce;
- Oratório da Assunção;
- Santuário da Beata Virgem do Santo Rosário;
- Teátro Municipal

## Outras imagens

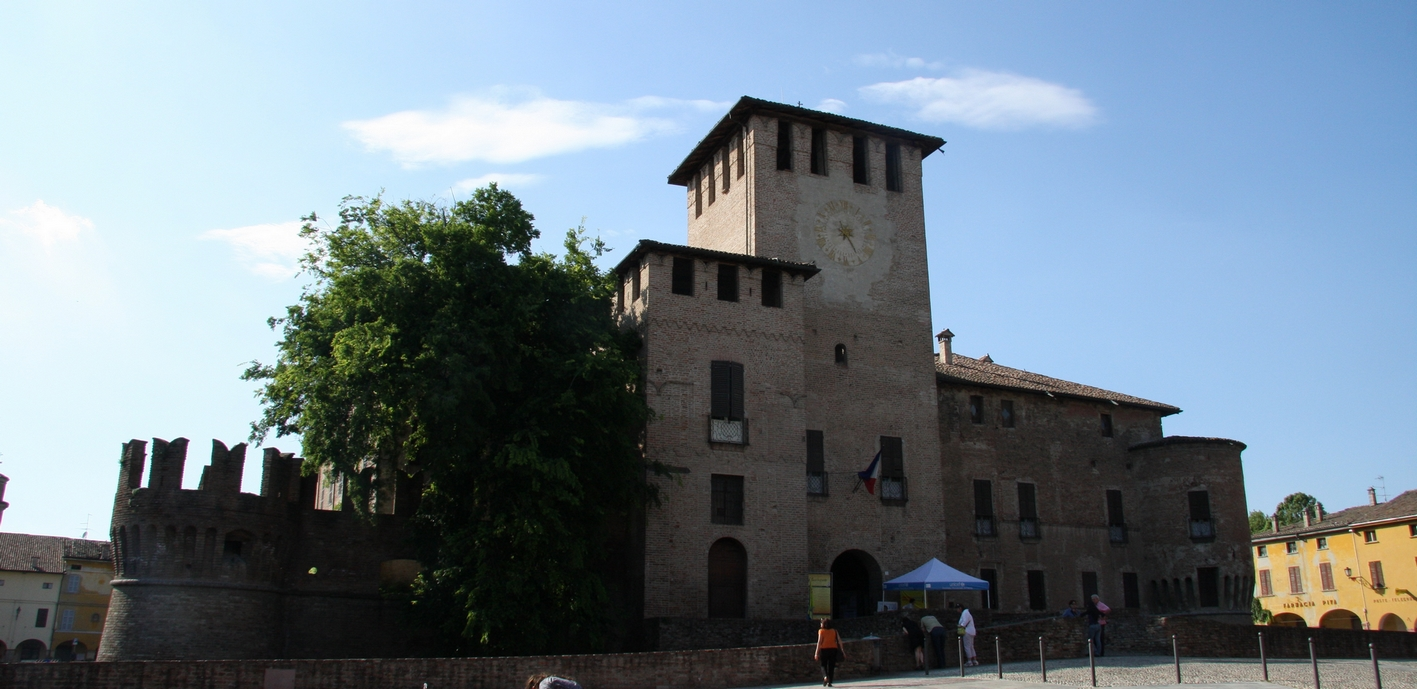
O castelo Rocca Sanvitale.
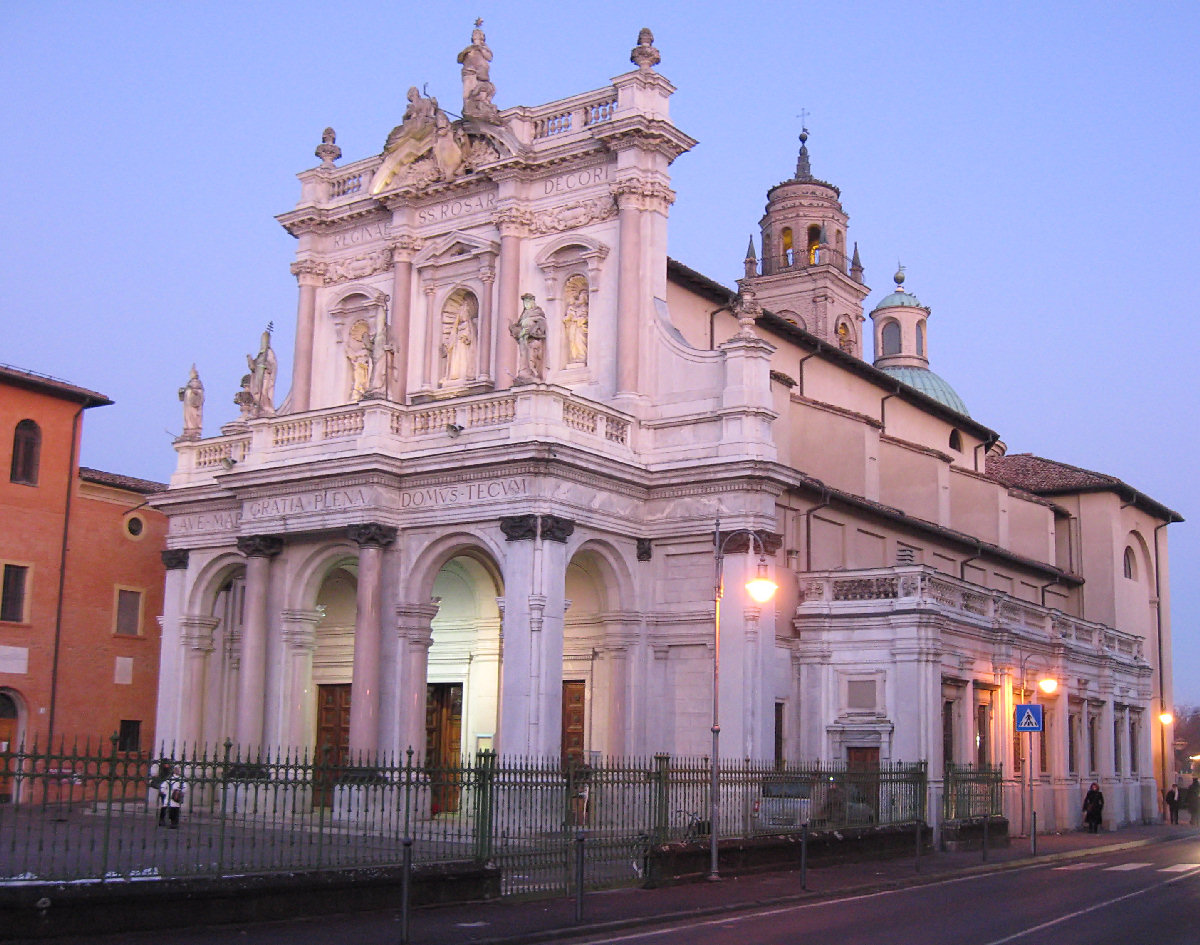
O Santuário da Virgem do Rosário
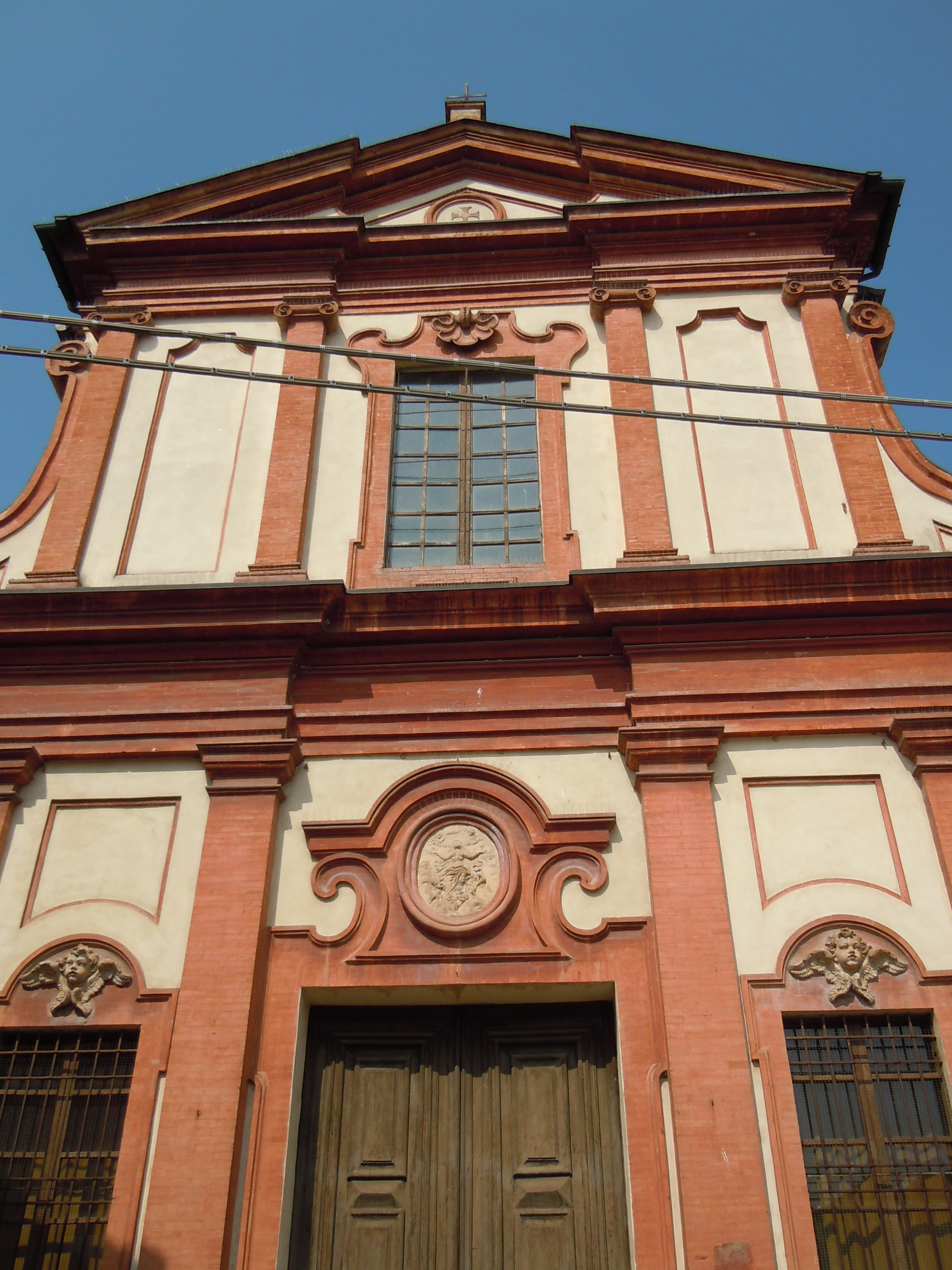
Frente da igreja da Assunção.